# Salim bin Thuwaini
Sultan Salim bin Thuwaini al Sa'īd (Arabisch سَالِم بِن ثُوَيْنِي آل سَعِيْد) (Muscat, 1839 - Hyderabad, 7 december 1876) was de sultan van Muscat en Oman van 11 februari 1866 tot oktober 1868. Hij was de oudste zoon van Sultan Thuwaini bin Said en zijn vrouw Sayyida Ghaliya bint Salim Al-Busaidiyah. Toen hij zijn vader opvolgde leidde dat tot onmin met de Britten, die wisten dat de nieuwe vorst – anders dan  zijn vader – niet uit was op  militaire actie tegen de Wahhabi's maar juist vrede met hen wilden sluiten. 
De Britten insinueerden dat Salim bin Thuwaini zijn vader had gedood om hem in diskrediet te brengen. Nadat India hem in 1866 als sultan erkende, gingen ook de Britten over tot de officiële erkenning van zijn regering. 
In september 1868 werd Azzan bin Qais, Salims zwager en verre verwant, tot imam gekozen door ontevreden stamleden die het land terug wilden leiden naar de principes van de klassieke Ibadististische staat. Azzan leidde een reeks aanvallen op de forten van Barkah, Mutrah en Muscat en Salim werd gedwongen naar een van de havenforten te vluchten. In zijn haastige vlucht liet hij veel kostbaarheden achter die allemaal werden geplunderd of vernietigd door de indringers. Op 11 oktober 1868 zeilde Salim met zijn schip The Prince of Wales naar Bandar-Abbas, van waaruit hij tussen oktober 1868 en maart 1869 verschillende mislukte pogingen ondernam om zijn verloren bezittingen terug te krijgen. In 1875 waagde hij een laatste poging om de troon te bestijgen, maar op dat moment hadden de Britten zijn oom Turki bin Said formeel erkend als de nieuwe sultan. Salim werd gevangen genomen en aan boord van de HMS Daphne afgevoerd en verbannen naar een fort in Hyderabad waar hij op 7 december 1876 stierf aan pokken.